# Lycée Antoine de Saint-Exupéry de Santiago

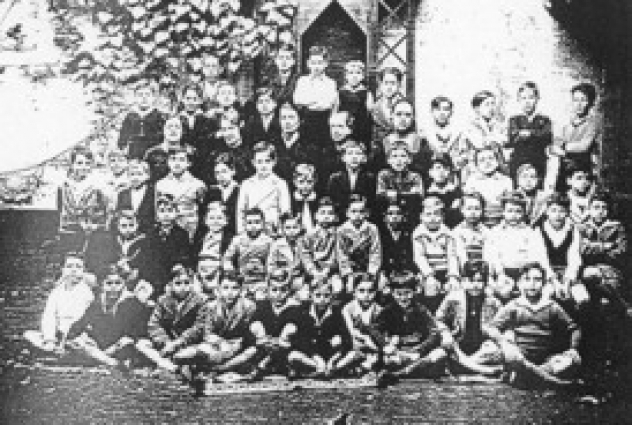
Foto de antiguos alumnos de la escuela secundaria Antoine-de-Saint-Exupéry.

El Lycée Antoine de Saint-Exupéry, más conocido como Colegio de la Alianza Francesa, es un establecimiento educacional privado, actualmente ubicado en la comuna de Vitacura en Santiago de Chile.

## Historia
El primer establecimiento francés en Santiago, nació de la iniciativa de una mujer, la señora Courtois Bonnecourte, quien deseaba mantener vivo el idioma a través de cursos de francés. Aunque no se pudo mantener, la idea fue retomada en 1932 por el Sr. Remy Vuillemin, entonces presidente del Consejo de la Alianza, quien creó un pequeño colegio francés, con capacidad para 50 alumnos, en una casa arrendada, calle Riquelme. En 1934, habiéndose duplicado el número de alumnos, se optó por una casa más grande, en la calle Lord Cochrane y se adoptó para el colegio el nombre de Louis Pasteur. Al mismo tiempo se impartían, en las noches, clases de francés para unos 800 alumnos.
El éxito creciente obliga a arrendar un edificio más grande en la calle Pedro de Valdivia, en 1939, mientras el Consejo de la Alianza de París decide la creación de un gran liceo, cuyo proyecto es confiado al arquitecto chileno-francés Emilio Duhart. Con este fin se adquiere un terreno de 42.000 m² en el sector de Vitacura. Los trabajos comienzan en 1955 y duran 4 años hasta que en 1959, André Malraux, Ministro de Estado encargado de la cultura, inaugura el colegio. Las obras continúan hasta 1962. Es de esta forma que nace el liceo de la Alianza Francesa, que recibió la visita, a fines de septiembre de 1964, del Presidente de la República Francesa, el General Charles de Gaulle.
La intención de todos aquellos que, en el transcurso de los años, contribuyeron a la construcción del liceo, fue fomentar el idioma y la cultura franceses, respetando la lengua y la cultura de Chile. Hoy en día, este espíritu sigue siendo el nuestro, hacer del lycée Antoine de Saint-Exupéry un establecimiento verdaderamente bilingüe y bicultural chileno-francés. Es esta voluntad lo que llevó a la firma de una convensión entre la Corporación y la AEFE, en 1990. El personal détaché del Estado Francés en el marco de la AEFE y el personal local empleado por la Corporación, trabajando juntos por la realización de este ambicioso objetivo.
Hoy, es la construcción de la nueva sede en Avenida Chamisero que atrae las miradas. La primera piedra fue instalada en mayo de 2012, el preescolar abrió sus puertas en febrero de 2013 y su inauguración oficial tuvo lugar el 21 de mayo, en presencia de Marc Giacomini, Embajador de Francia en Chile, y de Anne-Marie Descôtes, Directora de la AEFE. La construcción que se extenderá hasta 2019 permite al lycée Antoine de Saint-Exupéry disponer de dos sedes con una capacidad total de 3700 élèves. Fue el sitio de Chamisero el que recibió el 10 de marzo, la visita de Hélène Conway-Mouret, ministra delegada encargada de los Franceses en el Extranjero.

## Exalumnos célebres
- Soledad Bacarreza, periodista de televisión.
- Ignacio Briones, exministro de hacienda de Chile.
- Carlos Budnevich, economista, académico, investigador y consultor.
- Jacqueline Balcells, escritora de libros para niños.
- María Soledad Barría, exministra de Salud.
- Eduardo Browne, director de orquesta.
- Lieve Dannau, modelo, ganadora de Elite Chile y 3 era del concurso Elite Model Look International 2011 en Shanghái.
- Matías Domeyko:, ingeniero comercial y empresario chileno, actual vicepresidente ejecutivo de la forestal local Celulosa Arauco y Constitución (Arauco).
- Luisa Durán, ex primera dama de Chile.
- Fernando Chomali, obispo Auxiliar de Santiago.
- Marco Enríquez-Ominami, exdiputado y excandidato presidencial.
- Julio Friedmann. presidente de Alstom Chile.
- Andrea Freund, actriz.
- Pedro García Aspillaga, exministro de Salud.
- Cristina Girardi, exdiputada.
- Guido Girardi, médico, exdiputado y senador.
- Teresa Hales, actriz.
- Mario Hamuy Wackenhut, astrónomo.
- Diego Hernández Cabrera, ingeniero, académico y consultor chileno, expresidente ejecutivo de la estatal Corporación Nacional del Cobre de Chile (Codelco-Chile).
- Jorge Kaplán, fue médico pionero en trasplantes cardíacos en su país y Latinoamérica, exconcejal y exalcalde de Viña del Mar.
- Catherine Mazoyer, actriz.
- Sergio Melnick, economista, académico y escritor.
- Raúl Pellegrin, revolucionario
- Patricia Politzer, periodista.
- Esther Saavedra Yoacham:, fue la primera representante chilena (Miss Chile) para el concurso Miss Universo 1952.
- Maritxu Sangroniz, periodista de televisión.
- Jean-Paul Tarud, diplomático.
- Anita Tijoux, cantante.
- Cristian Warnken, periodista, presentador de programas culturales en televisión.
- José Weinstein, exministro de cultura.
- José Ignacio Valenzuela, guionista, escritor.
- Clemente Rodríguez Ruiz, actor.